# Lista de famílias de aranhas

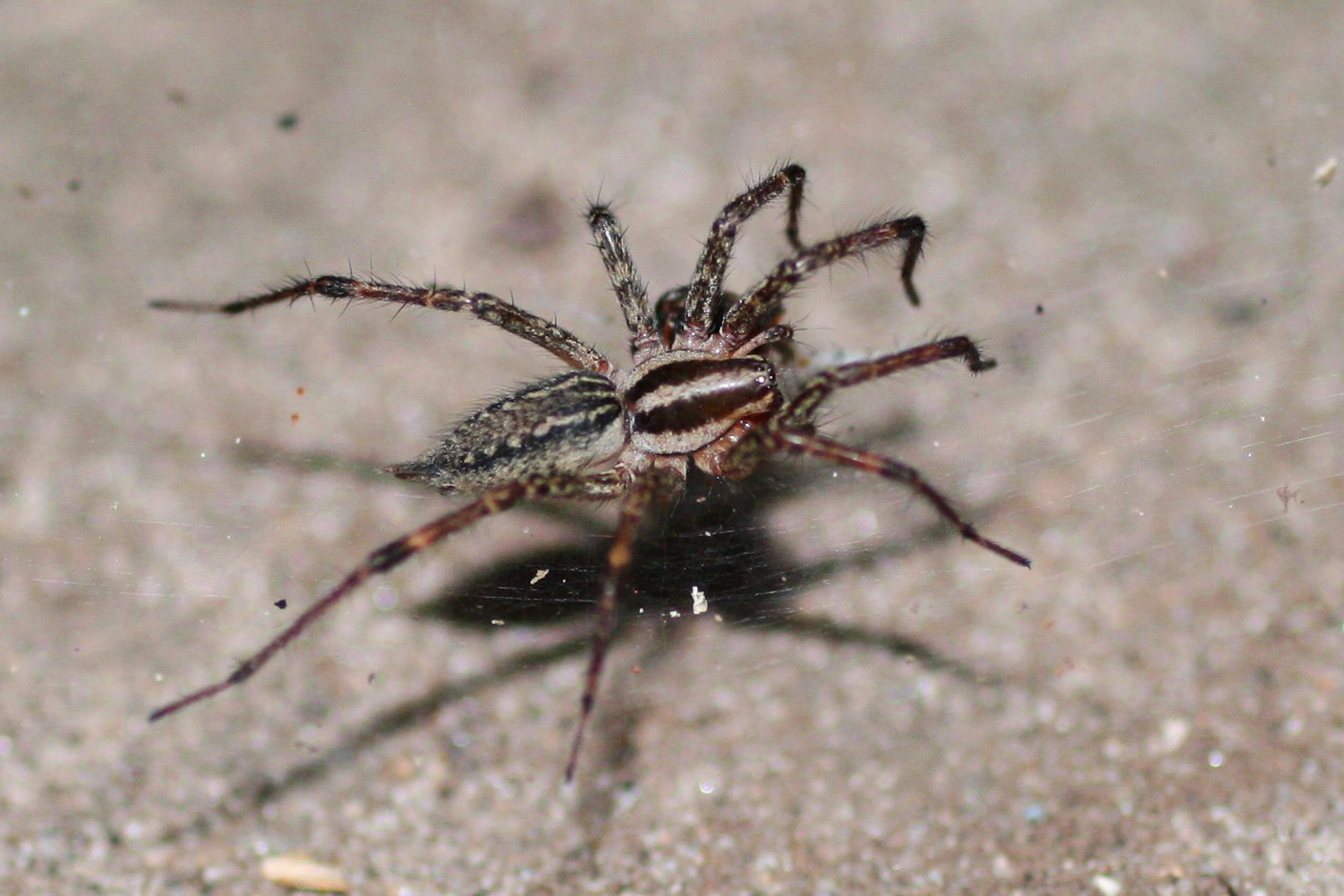
Agelenidae - Agelenopsis naevia

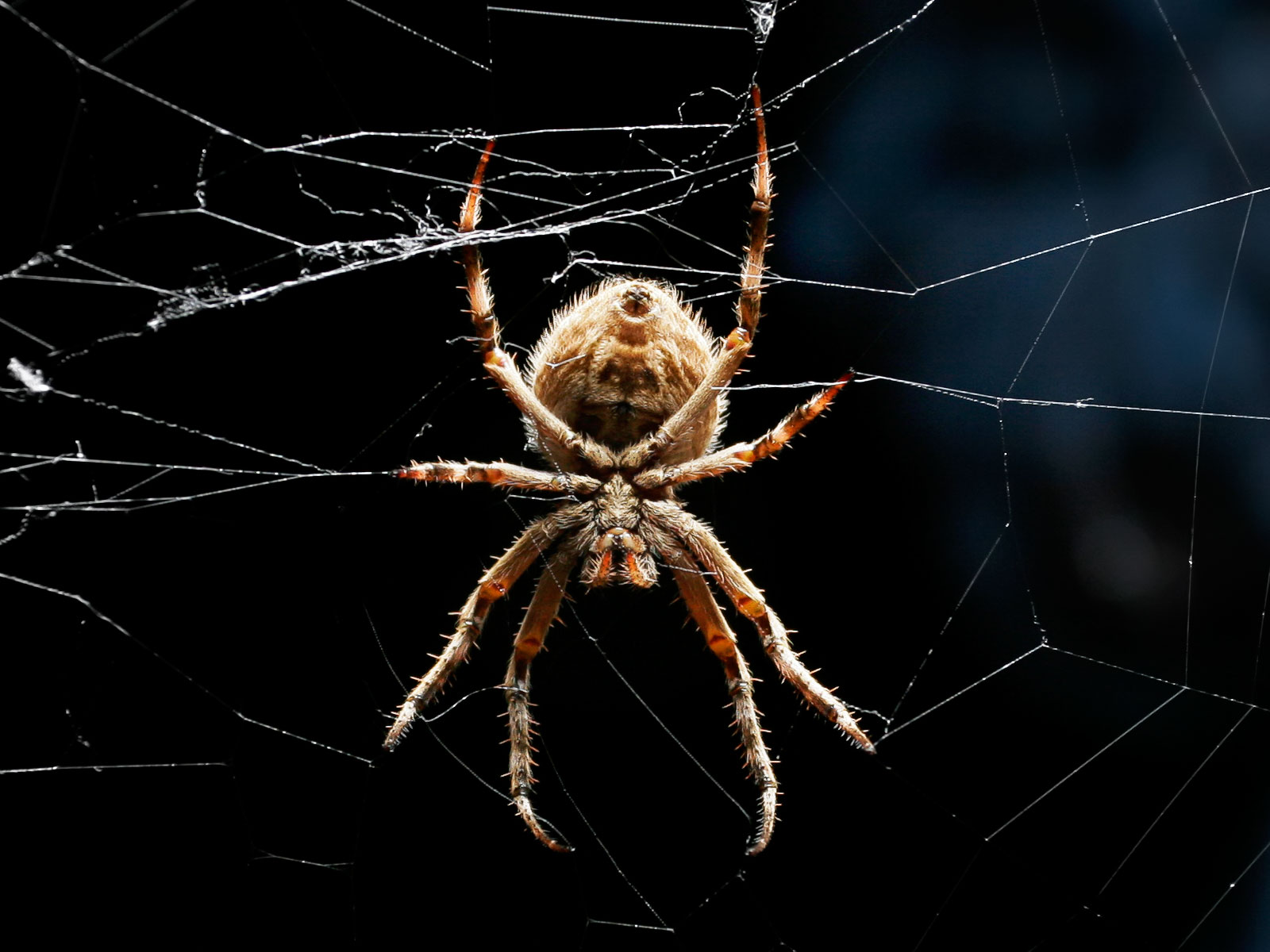
Araneidae - Eriophora transmarina

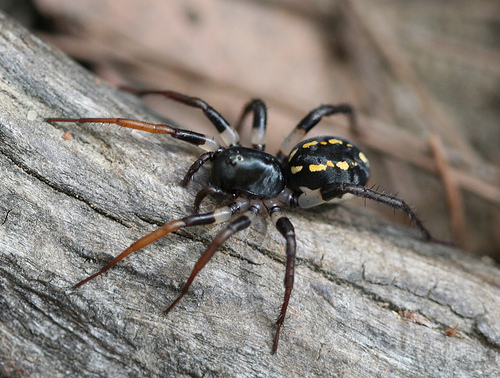
Corinnidae sp.

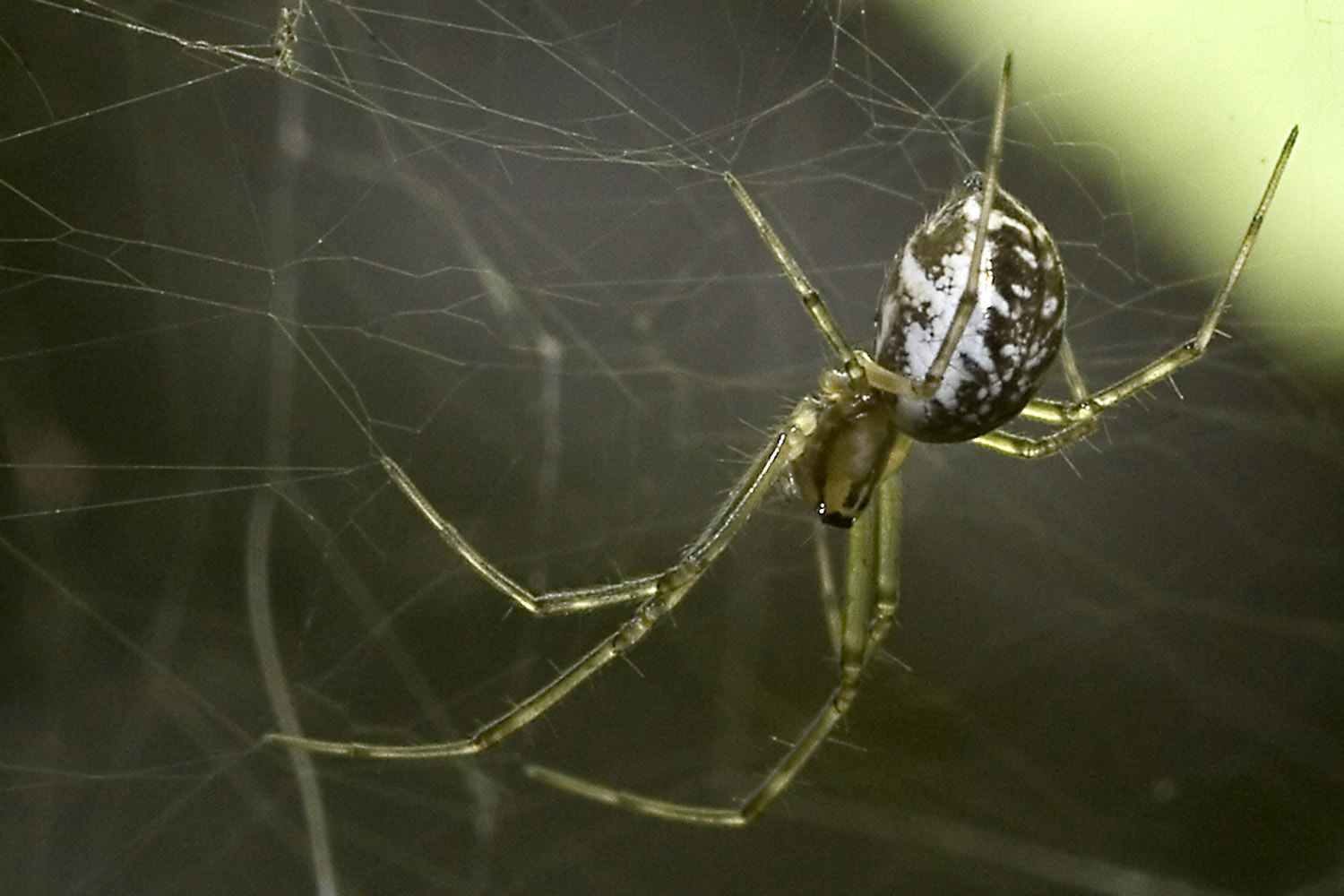
Linyphiidae sp.

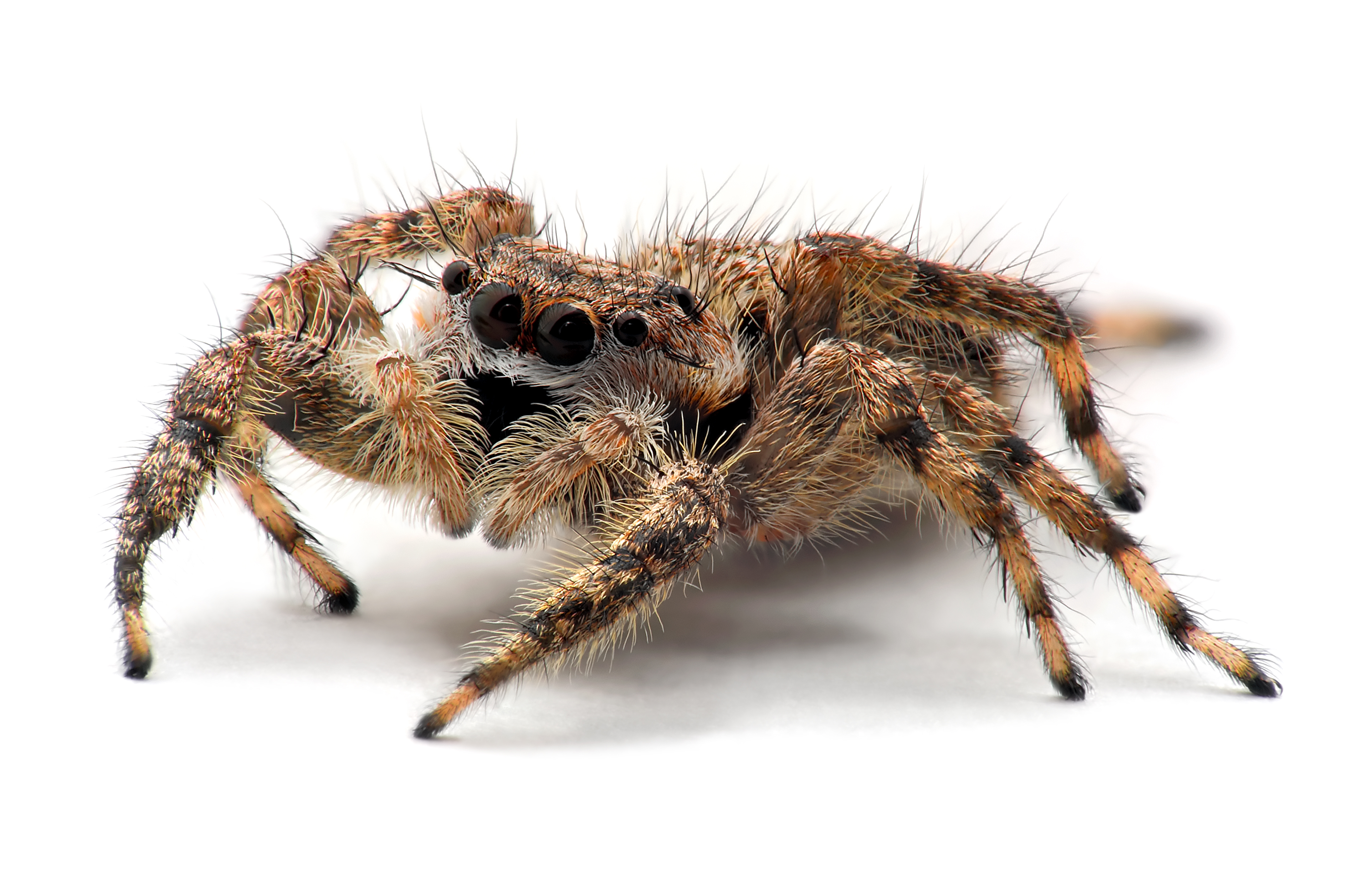
Salticidae - Platycryptus undatus

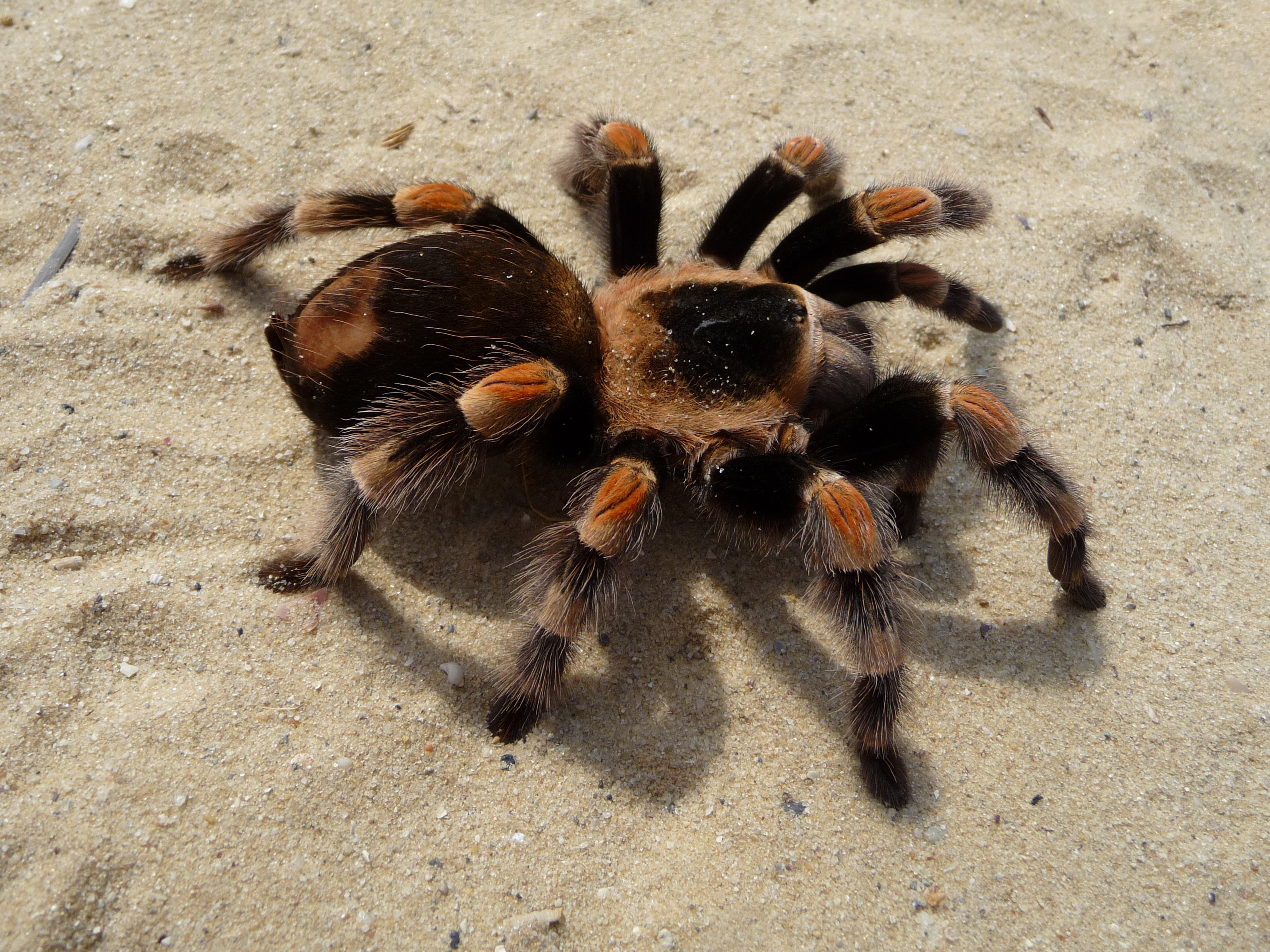
Theraphosidae - Brachypelma smithi

Em março de 2025, o World Spider Catalog aceita as seguintes famílias como sendo parte da ordem Araneae.
1. Actinopodidae
2. Agelenidae
3. Amaurobiidae
4. Anamidae
5. Anapidae
6. Ancylometidae
7. Antrodiaetidae
8. Anyphaenidae
9. Araneidae
10. Archaeidae
11. Archoleptonetidae
12. Arkyidae
13. Atracidae
14. Atypidae
15. Austrochilidae
16. Barychelidae
17. Bemmeridae
18. Caponiidae
19. Cheiracanthiidae
20. Cicurinidae
21. Cithaeronidae
22. Clubionidae
23. Corinnidae
24. Ctenidae
25. Ctenizidae
26. Cyatholipidae
27. Cybaeidae
28. Cycloctenidae
29. Cyrtaucheniidae
30. Deinopidae
31. Desidae
32. Dictynidae
33. Diguetidae
34. Dipluridae
35. Dolomedidae
36. Drymusidae
37. Dysderidae
38. Entypesidae
39. Eresidae
40. Euagridae
41. Euctenizidae
42. Filistatidae
43. Fonteferreidae
44. Gallieniellidae
45. Gnaphosidae
46. Gradungulidae
47. Hahniidae
48. Halonoproctidae
49. Hersiliidae
50. Hexathelidae
51. Hexurellidae
52. Homalonychidae
53. Huttoniidae
54. Hypochilidae
55. Idiopidae
56. Ischnothelidae
57. Lamponidae
58. Leptonetidae
59. Linyphiidae
60. Liocranidae
61. Liphistiidae
62. Lycosidae
63. Macrobunidae
64. Macrothelidae
65. Malkaridae
66. Mecicobothriidae
67. Mecysmaucheniidae
68. Megadictynidae
69. Megahexuridae
70. Microhexuridae
71. Microstigmatidae
72. Migidae
73. Mimetidae
74. Miturgidae
75. Myrmecicultoridae
76. Mysmenidae
77. Nemesiidae
78. Nesticidae
79. Nicodamidae
80. Ochyroceratidae
81. Oecobiidae
82. Oonopidae
83. Orsolobidae
84. Oxyopidae
85. Pacullidae
86. Palpimanidae
87. Paratropididae
88. Penestomidae
89. Periegopidae
90. Philodromidae
91. Pholcidae
92. Phrurolithidae
93. Physoglenidae
94. Phyxelididae
95. Pimoidae
96. Pisauridae
97. Plectreuridae
98. Porrhothelidae
99. Prodidomidae
100. Psechridae
101. Psilodercidae
102. Pycnothelidae
103. Rhytidicolidae
104. Salticidae
105. Scytodidae
106. Segestriidae
107. Selenopidae
108. Senoculidae
109. Sicariidae
110. Sparassidae
111. Stasimopidae
112. Stenochilidae
113. Stiphidiidae
114. Symphytognathidae
115. Synaphridae
116. Synotaxidae
117. Telemidae
118. Tetrablemmidae
119. Tetragnathidae
120. Theraphosidae
121. Theridiidae
122. Theridiosomatidae
123. Thomisidae
124. Titanoecidae
125. Toxopidae
126. Trachelidae
127. Trachycosmidae
128. Trechaleidae
129. Trochanteriidae
130. Trogloraptoridae
131. Udubidae
132. Uloboridae
133. Viridasiidae
134. Xenoctenidae
135. Zodariidae
136. Zoropsidae